# Roitham am Traunfall
Roitham am Traunfall es un municipio del distrito de Gmunden, en el estado de Alta Austria, Austria. Tiene una población estimada, a inicios de 2023, de 2107 habitantes.
Está ubicado al sur del estado, a poca distancia de las fronteras con los estados de Salzburgo y Estiria.